# ペゴマスタックス
ペゴマスタックス (学名:Pegomastax)は、 南アフリカ共和国のジュラ紀前期から発見されたヘテロドントサウルス科の恐竜。 部分的な頭蓋骨が発見されている。タイプ種、P. africanaのみが知られる。

## 名称
属名Pegomastaxはギリシア語で「強い顎」を意味する。タイプ種は記載当時P. africanusとして記載されたが、国際動物命名規約に従い後にP. africanaと変更された。学名の日本語表記例としてはペゴマスタックス、ペゴマスタクスが挙げられる。

## 発見
ペゴマスタックスの標本は、ケープ州に位置するジュラ紀前期、1億9900万年前-1億9600万年前のヘッタンジアン期（en）の上部エリオット累層（en）から知られている。同累層からはヘテロドントサウルス、アブリクトサウルスなどの他の同科恐竜も知られる。1966〜1967年の遠征中に発見されたが、2012年まで新種として記載されていなかった。

## 特徴

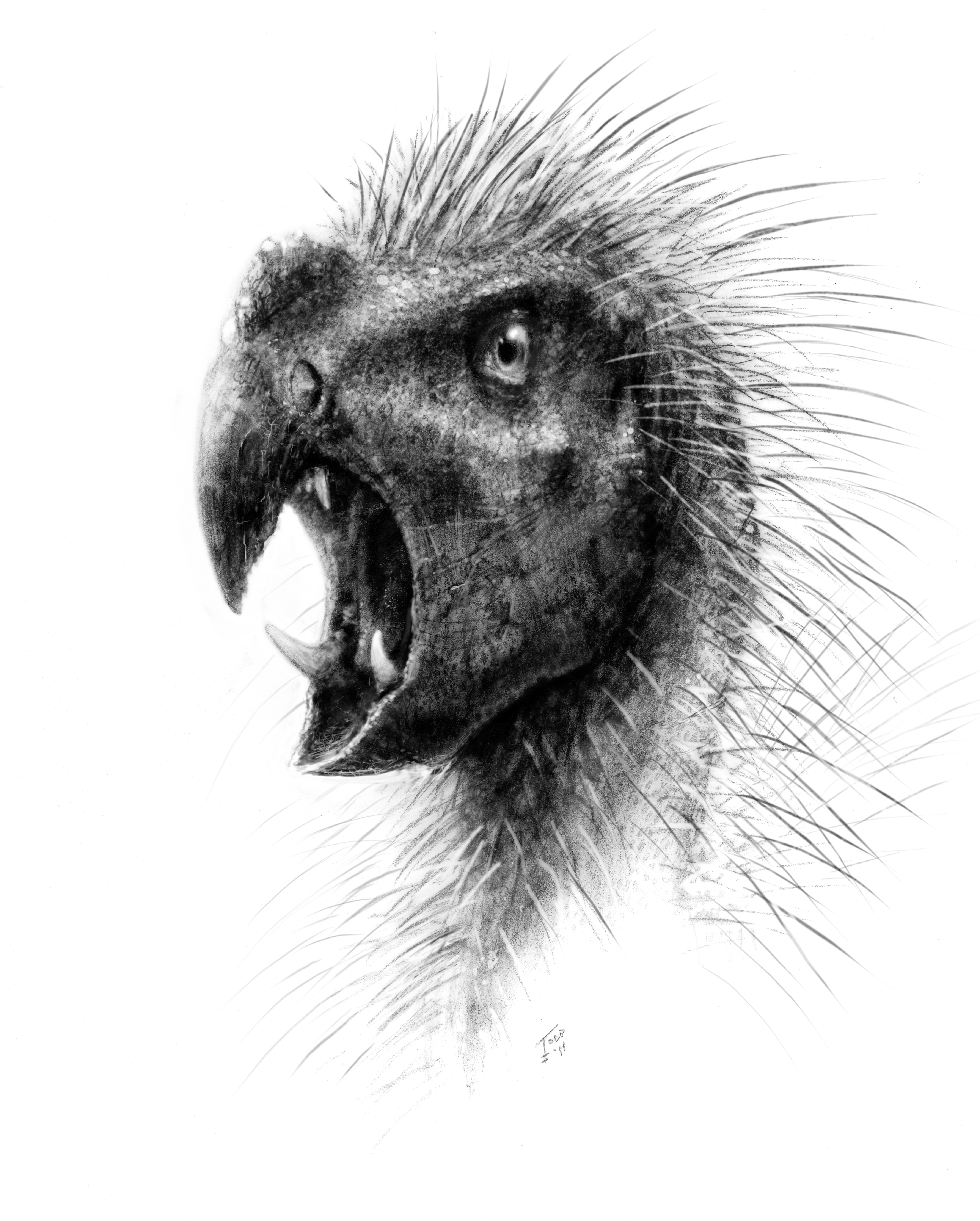
復元図

頭蓋骨長7.3cm、全長0.6mほどと推測されている。ペッカリーやマメジカなど哺乳類に似た形状の牙を持っていた。おそらく防御用か縄張り争いに用いていたものと考えられる。